# 다항식의 나머지 정리
대수학에서 (다항식) 나머지 정리((多項式)-定理, 영어: (polynomial) remainder theorem) 또는 베주의 소정리(영어: Little Bézout's theorem, 프랑스의 수학자인 에티엔 베주에서 이름을 따옴)는 다항식을 1차 다항식으로 나눈 나머지를 구하는 정리이다. 대략 다항식 {\displaystyle f(x)}를 1차 다항식 {\displaystyle x-a}로 나눈 나머지가 {\displaystyle f(a)}라고 말한다.
나눗셈 정리의 따름정리이며 인수 정리를 특수한 경우로 포함한다. 후자에 따르면 {\displaystyle x-a}는 {\displaystyle f(a)=0}인 경우에만 {\displaystyle f(x)}의 약수이다. 여러 개의 근을 갖는 다항식은 인수 정리를 반복적으로 적용하여 인수분해 할 수 있다.

## 정의
가환환 {\displaystyle R} 및 다항식 {\displaystyle f\in R[x]} 및 {\displaystyle a\in R}가 주어졌다고 하자. 나머지 정리에 따르면, 다항식 {\displaystyle f(x)}를 다항식 {\displaystyle x-a}로 나눈 나머지는 {\displaystyle f(a)}이다.
더 일반적으로, 환 {\displaystyle R} 및 다항식 {\displaystyle f\in R[x]} 및 환의 중심의 원소 {\displaystyle a\in \operatorname {Z} (R)}가 주어졌다고 하자. 나머지 정리에 따르면, 다항식 {\displaystyle f(x)}를 다항식 {\displaystyle x-a}로 나눈 나머지는 {\displaystyle f(a)}이다.

## 증명
나눗셈 정리를 통한 증명:
{\displaystyle x-a}가 1차 일계수 다항식이므로, 다항식의 나눗셈 정리에 따라 다음 조건을 만족시키는 몫 {\displaystyle q\in R[x]} 및 나머지 {\displaystyle r\in R}가 유일하게 존재한다.
{\displaystyle f(x)=(x-a)q(x)+r}
나머지 {\displaystyle r}가 환의 원소인 것은 나머지의 정의에 따라 {\displaystyle r=0}이거나
{\displaystyle \deg r<\deg(x-a)=1}
이어야 하기 때문이다. 따라서
{\displaystyle f(a)=(a-a)q(a)+r=0q(a)+r=r}
이다.
테일러 전개를 통한 증명:
다음 등식을 {\displaystyle R[x]} 위에서 보일 수 있다.
{\displaystyle f(x)=f(x-a+a)=f(a)+f'(a)(x-a)+{\frac {f''(a)}{2}}(x-a)^{2}+\cdots +{\frac {f^{(\max\{\deg f,0\})}(a)}{n!}}(x-a)^{\max\{\deg f,0\}}}
여기서
{\displaystyle {\frac {f^{(i)}(x)}{i!}}=\sum _{k=i}^{\max\{\deg f,0\}}{\binom {k}{i}}a_{k}x^{k-i}\in R[x]}
는 {\displaystyle R}의 표수가 0이 아니더라도 잘 정의된다. 특히, {\displaystyle f}를 {\displaystyle x-a}로 나눈 나머지는 {\displaystyle f(a)}이다.
인수 분해를 통한 증명:
{\displaystyle f(x)-f(a)}가 {\displaystyle x-a}의 배수임을 보이면 된다. {\displaystyle f(x)-f(a)}는
{\displaystyle x^{i}-a^{i}=(x-a)(x^{i-1}+x^{i-2}a+\cdots +xa^{i-2}+a^{i-1})}
꼴의 다항식들의 {\displaystyle R}-선형 결합이므로 {\displaystyle x-a}의 배수가 맞다.

## 예
다항식 {\displaystyle f(x)=x^{3}-12x^{2}-42}에서 {\displaystyle x-3}으로 나눈 몫과 나머지는 각각 {\displaystyle x^{2}-9x-27}과 {\displaystyle -123}이다. 따라서 {\displaystyle f(3)=-123}이다.

## 응용
나머지 정리에 따라, {\displaystyle f(a)}는 {\displaystyle f(x)}를 {\displaystyle x-a}로 나누는 조립제법을 통해 계산할 수 있다. 함수에의 대입은 직접 계산하는 것보다 조립제법을 사용하는 방법이 계산의 대가가 더 적다.
인수 정리는 나머지 정리에서 {\displaystyle f(a)=0}인 특수한 경우이다.

## 참고 문헌
1. ↑  Piotr Rudnicki (2004년). “Little Bézout Theorem (Factor Theorem)” (PDF). 《Formalized Mathematics》 12 (1): 49–58.
2. ↑  Larson, Ron (2014), College Algebra, Cengage Learning
3. ↑  Larson, Ron (2011), Precalculus with Limits, Cengage Learning